# Miguel Palanca
Miguel Palanca Fernández, conocido como Palanca (Tarragona, Cataluña, España, 18 de diciembre de 1987) es un exfutbolista español, que jugaba de centrocampista.

## Trayectoria
El jugador se inició en La Salle de Tarragona, cuando a los 10 años fue fichado por la cantera del Real Club Deportivo Espanyol. El 29 de abril de 2007, cuando todavía pertenecía a la disciplina del Real C. D. Espanyol "B", el técnico Ernesto Valverde le hizo debutar en Primera División, jugando 63 minutos de un encuentro ante el Sevilla Fútbol Club.
El verano de 2008 fichó por el Real Madrid Castilla para jugar en Segunda División B. El 13 de diciembre de 2008 Juande Ramos le hizo debutar en Primera División con el primer equipo blanco, durante la disputa del clásico contra el Fútbol Club Barcelona, cuajando una gran actuación. Palanca, que jugó como extremo derecho, saltó al campo en el minuto 35 reemplazando al lesionado Wesley Sneijder.
En el verano de 2009 es cedido al Club Deportivo Castellón, marcando un gol en su debut. En total ese año jugó 36 partidos y anotó tres goles, aunque no pudo evitar el descenso a Segunda División "B". Tras el descenso del club castellonense, en junio de 2010 firma con el Elche C. F. por 2 temporadas procedente del Real Madrid con la carta de libertad.
La temporada 2013-14 firmó con el C. D. Numancia por 2 años.
En verano de 2015 volvió al equipo de su ciudad: Nástic de Tarragona.
En julio de 2016, el interior español firmó por el Korona Kielce polaco. Llegó libre y firmó por 2 temporadas.
Tras varias experiencias en el extranjero, en 2019 regresó al club de su localidad natal, el Nástic de Tarragona. Ese mismo año completa la temporada 2019-20 con el F. C. Andorra, también de la Segunda División B.
El 20 de septiembre de 2020 se anunció su fichaje por el Real Avilés C. F. de la Tercera División española. El contrato era hasta junio de 2022. Pero sufrió una lesión de gravedad el 13 de diciembre de 2020, en un partido de competición oficial de la extinta Tercera División de España. No volvió a competir más y en septiembre de 2021 anunciaba su retirada definitiva del fútbol.

## Clubes
| Club                        | País      | Año       |
| --------------------------- | --------- | --------- |
| R. C. D. Espanyol "B"       | España    | 2006-2008 |
| Real Madrid Castilla C. F.  | España    | 2008-2009 |
| C. D. Castellón             | España    | 2009-2010 |
| Elche C. F.                 | España    | 2010-2013 |
| C. D. Numancia              | España    | 2013-2014 |
| Adelaide United F. C.       | Australia | 2015      |
| Club Gimnàstic de Tarragona | España    | 2015-2016 |
| Korona Kielce               | Polonia   | 2016-2017 |
| Anorthosis Famagusta F. C.  | Chipre    | 2017-2018 |
| F. C. Goa                   | India     | 2018      |
| Club Gimnàstic de Tarragona | España    | 2019      |
| F. C. Andorra               | Andorra   | 2019-2020 |
| Real Avilés C. F.           | España    | 2020      |